# Cycloloma atriplicifolium
Cycloloma atriplicifolium (Spreng.) Coult. – gatunek roślin z rodziny szarłatowatych. Tradycyjnie wyodrębniany jest w monotypowym rodzaju Cycloloma, ale w 2021 roku włączony został do rodzaju Dysphania. Gatunek pochodzi z zachodniej i środkowej części Ameryki Północnej, ale występuje jako introdukowany także w Europie i Ameryce Południowej. Rośnie w miejscach piaszczystych – na aluwiach, pustyniach i półpustyniach, przydrożach i innych siedliskach przekształconych przez człowieka (zawsze jednak na piaskach). Gatunek należy do biegaczy.

## Morfologia

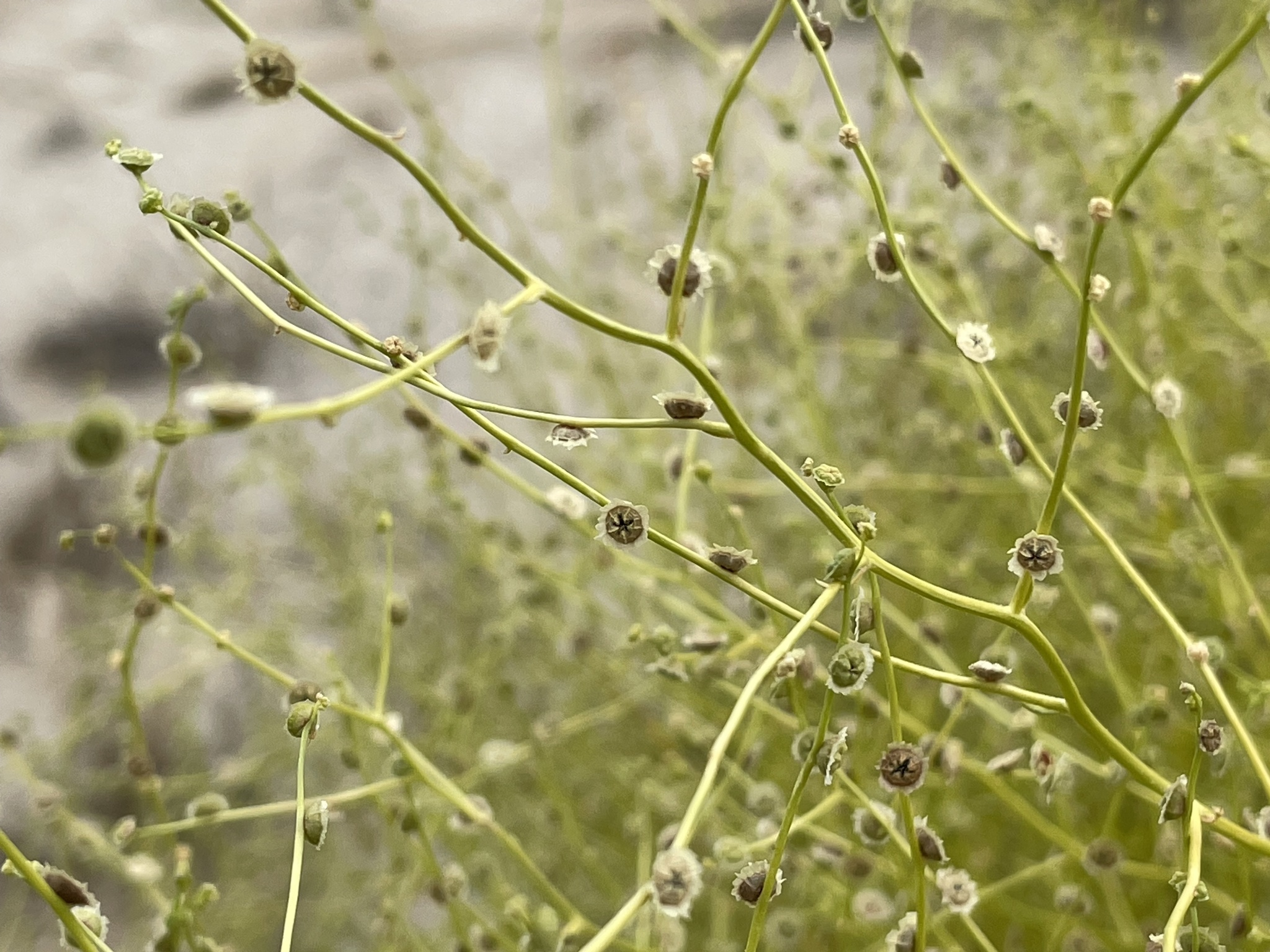
Pędy z owocami

PokrójJednoroczna roślina zielna o silnie rozgałęzionym pędzie osiągającym od kilku do 80 cm wysokości.
LiścieSkrętoległe, ogonkowe, podługowate, na brzegu zatokowato-ząbkowane.
KwiatyDrobne, obupłciowe lub żeńskie, wyrastają pojedynczo lub skupione po kilka w kątach drobnych przysadek wzdłuż znacznie oddalonych węzłów na osi silnie w efekcie rozpierzchłych kłosów. Listków okwiatu jest 5 i są one zrośnięte na ponad połowie długości. Pręcików jest 5. Zalążnia jest owłosiona i zwieńczona dwoma znamionami.
OwoceJednonasienne, z błoniastą owocnią luźno otaczającą spłaszczone od góry nasiono. Łupina nasienna jest czarna. Owoc otacza błoniasty, trwały okwiat w formie skrzydełka.

## Systematyka
Gatunek tradycyjnie zaliczany był do monotypowego rodzaju Cycloloma Moquin-Tandon, Chenop. Monogr. Enum. 17. 1840 z rodziny szarłatowatych Amaranthaceae w jej szerokim ujęciu (obejmującym komosowate Chenopodiaceae). W obrębie rodziny rodzaj sytuowany był w plemieniu Dysphanieae w podrodzinie Chenopodioideae. Po odkryciu zagnieżdżenia tego gatunku w obrębie rodzaju Dysphania zaproponowano włączenie go do niego pod nazwą Dysphania atriplicifolia.